# Gheysen & Verpoort
Gheysen & Verpoort is een Belgische constructeur van getrokken materieel voor het exceptioneel transport. Het bedrijf is gespecialiseerd in diepladers, semi-diepladers en aanhangwagens voor de bouwsector.
Het bedrijf ontstond in 1927. In 1989 werd het bedrijf een naamloze vennootschap. Gheysen & Verpoort is gevestigd in Menen Moeskroenstraat 624 in de provincie West-Vlaanderen waar de ganse productie gebeurd.
In 2002 werd een multifunctionele aanhangwagen ontworpen. Hiermee kon de ene keer een (afzet)container worden meegenomen, de andere keer een graafmachine.
In 2017 introduceerden ze een gepatenteerd kaneelsysteem die pneumatisch aandrijving in plaats van de klassieke hydraulische aandrijving. Zaakvoerders zijn Maxime en François Verpoort.
Sinds 2009 ent tot op heden heeft het bedrijf sterk geïnvesteerd in automatisatie door lasrobotten om de kwaliteit van de producten te verhogen en competitief  te blijven produceren in België.